# Корсиканский конфликт
Корсиканский конфликт (фр. Conflit Corse; корс. Conflittu Corsu) — вооруженный и политический конфликт на острове Корсика, начавшийся в 1976 году между правительством Франции и Фронтом национального освобождения Корсики с пёстрым идеологическим разнообразием от левых до правых радикалов, а также существует множество независимых боевых группировок.

## 1970-е: «Привлечение внимания к Корсике»
Фронт национального освобождения Корсики (ФНОК) 20 мая совершил серию взрывов по всему острову. В течение лета ФНОК активизировался и в ночь на 17 июля осуществил новую волну атак, включавшую ракетный и минометный обстрел жандармерии. В сентябре 1976 года ФНОК предпринял попытку убийства высокопоставленных французских военных. 7 сентября семь боевиков в масках угнали и взорвали Боинг 707, припаркованный в аэропорту Аяччо.
В начале 1977 года активность ФНОК была слабой. В апреле произошло несколько нападений на помещения, связанные с корсиканскими националистами и ФНОК. Ответственность за нападения взяла на себя новая группа, называющая себя FRANCIA (Front d'Action Nouvelle Contre l'Indépendance et l'Autonomie). 14 мая эта группа в результате взрыва бомбы уничтожила типографии корсиканских националистов. ФНОК отреагировал на события дерзким нападением 24 мая на аванпост французской армии, недалеко от Бастии, где восемь вооруженных боевиков взорвали радиоустановки после подавления часовых. В ночь на 13 января 1978 года девять вооруженных ополченцев в балаклавах штурмовали радиолокационную станцию НАТО в Сари-Соленцара с использованием 40 кг взрывчатки. ФНОК потерпел серьезную неудачу в мае 1978 года, когда 27 предполагаемых членов были арестованы. Полиция наткнулась на склад оружия ФНОК в городе Кардо во время расследования обычного ограбления. На месте происшествия полиция заметила поблизости мужчин, несущих, по-видимому, оружие. В результате инцидента власти допросили более 300 человек и более 60 задержали. Другие подозреваемые были арестованы в Париже, Ницце и Лионе. В декабре 1978 года ФНОК устроил нападения на полицейские казармы. В одном из инцидентов база жандармерии в Борго была уничтожена при помощи крупнокалиберного пулемета. В это время ФНОК также начал требовать, чтобы с его заключенными обращались как с политическими заключенными.